# Bell 407
Bell 407 — легкий багатоцільовий вертоліт.

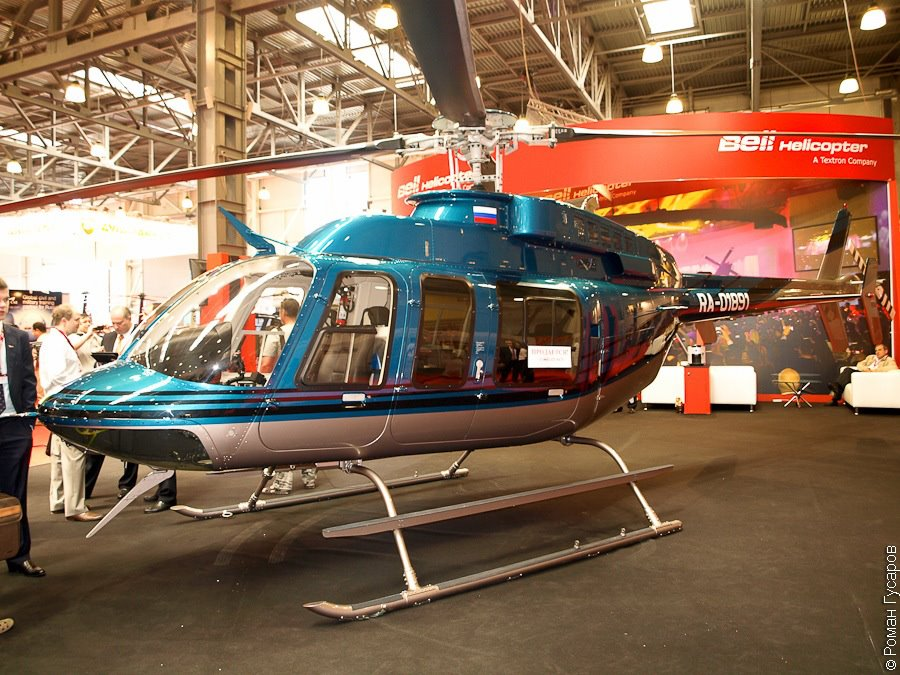
Bell 407 на виставці HeliRussia 2012

Розроблений американською фірмою Bell Helicopter Textron, як базовий зразок використовувався вертоліт Bell 206L-4 LongRanger.
Прототип зробив перший політ 21 квітня 1994 року. Перший політ досерійного вертольота відбувся 29 червня 1995 року (C-GFOS). У 1996 році вертоліт був сертифікований FAA і TCCA. Перші вертольоти були замовлені фірмою Petroleum Helicopters. До 1999 року було побудовано понад 300 вертольотів. 15 червня 2010 був поставлений 1000-й вертоліт.
На Bell 407 встановлено чотирилопатевий несний гвинт, розроблений для OH-58D (Model 406). Лопаті і втулка зроблені з композитного матеріалу без призначеного ресурсу і забезпечують кращі порівняно з попередніми моделями характеристики і комфортабельність польоту. У конструкції пілона несного гвинта використовуються віброізольовані засоби, такі ж засоби впроваджено в конструкцію полозкового шасі для усунення земного резонансу. У порівнянні з Bell 206, фюзеляж 407-го на 18 сантиметрів ширший, що збільшує обсяг кабіни. Площа скління збільшена на 35%. На вертольоті встановлено турбовальний двигун Rolls-Royce/Allison 250-C47 злітної потужності 813 к.с. (606 кВт) і максимальної тривалої 700 к.с. (522 кВт). Двигун оснащено одноканальною електронною системою управління типу FADEC. Стандартний запас палива 477 л; за бажанням замовника в задньому багажному відсіку може розміщуватися додатковий бак ємністю 75 л. Двигун забезпечує більшу максимальну злітну вагу і поліпшені характеристики при високих температурах і на великих висотах. Планер 407-го в цілому схожий за зовнішнім виглядом на Long Ranger, але відрізняється від нього хвостовою балкою, виготовленою з вуглецевого волокна. У стандартній конфігурації вертоліт має місця для двох членів екіпажу і п'яти пасажирів.
У 1995 році Bell проводив випробування кермового гвинта, укладеного в кільце, однак від цієї ідеї згодом відмовилися. Також інженери Bell вивчали можливість установки двох двигунів на Bell 407, але замість цього було прийнято рішення розробити абсолютно новий дводвигунний вертоліт, який отримав назву Bell 427. Як силову установку він отримав два двигуни PW206D виробництва Pratt & Whitney Canada.
Велику популярність вертольоту Bell 407 приніс рекордний навколосвітній переліт, маршрут якого проходив через обидва полюси Землі. З двома членами екіпажу машина злетіла з аеропорту міста Форт-Уорт (штат Техас) 5 грудня 2006 року та повернулася назад 23 березня 2007 року. За 189 днів було подолано понад 57 900 км, здійснено кілька десятків посадок, в тому числі на Південному і Північному полюсах. Чистий польотний час склав 300 годин.

## Тактико-технічні характеристики
Наведені характеристики відповідають модифікації Bell 407.

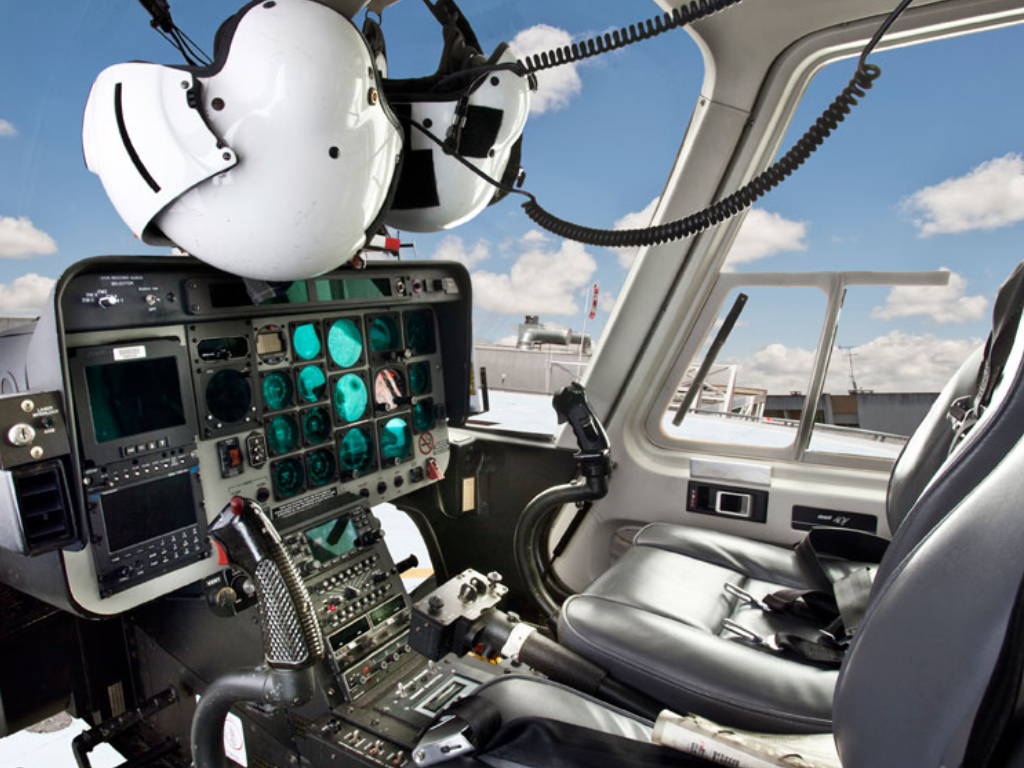
Кабіна пілота Bell 407

Джерело: Jane's 
Основні характеристики
- Екіпаж: 1-2
- Пасажиромісткість: до 6 пасажирів
- Вантажопідйомність: 1 178 кг
- Довжина: 12,74 м
- Довжина фюзеляжу: 10,58 м
- Висота: 3,32 м
- Діаметр несучого гвинта: 10,67 м
- Діаметр кермового гвинта: 1,65 м
- Ширина фюзеляжу: 2,29 м (по полозах)

- Площа обертання несучого гвинта: 89,38 м²
- Маса порожнього: 1 203 кг
- Нормальна злітна маса: 2 268 кг
- Максимальна злітна маса: 2 381 кг
  - з підвіскою: 2 721 кг
- Об'єм паливних баків: 484 л (+ 72 л у багажному відсіку)
- Силова установка: 1 × турбований Rolls-Royce 250-C47B  760 кс ( 606 кВт (злітна))

Вантажний відсік
- ширина: 1,37 м
- висота: 1,0 м

Льотні характеристики
- Максимально допустима швидкість: 259 км/год
- Крейсерська швидкість:  
  - у землі: 207 км/год
  - на висоті 1 220 м: 213 км/год
- Практична дальність: 611 км

## Модифікації
Bell 407
Базова модель
ARH-70
Військовий варіант Bell 407, розвідувально-ударний вертоліт. Вироблено 4 прототипи, програма закрита.
Bell 417
Збільшений варіант Bell 407, цивільна версія ARH-70, не випускалася.
Bell 407 Light Observation Helicopter
Військовий розвідувальний вертоліт.
Eagle 407 HP
Версія з більш потужним двигуном 1033 к.с. (760 кВт).
Bell 407AH
Цивільна версія, адаптована для установки озброєння, систем нічного бачення і інфрачервоних камер
Bell 407GX
Модифікація з панеллю приладів Garmin G1000H з системою синтетичного бачення.

## Аварії і втрати
| № пп | Дата       | Бортовий номер                                | Місце катастрофи        | Жертви | Короткий опис                                                                                               |
| ---- | ---------- | --------------------------------------------- | ----------------------- | ------ | --- |
| 1    | 10.05.2009 | RA-01895 Власник фізична особа                | Іркутська область       | 4/4    | Зачепив дерево, після чого впав на землю, зруйнувався і згорів.                                             |
| 2    | 22.03.2012 | RA-01931 ВАТ «Авіація загального призначення» | Нижньогородська область | 1/1    | При заході на посадку в сел. Подновьє вертоліт зачепив дроти ЛЕП, розвалився на дві частини і впав у Волгу. |
| 3    | 06.04.2012 | RA-01899 ВАТ «АК БАРС АЕРО»                   | Республіка Татарстан    | 1/1    | Розбився при спробі здійснити аварійну посадку через погані метеоумови (густого туману).                    |
| 4    | 08.10.2014 | ??? ВПС Ірака                                 | поблизу Байджі          | 2/2    | Збитий за допомогою ПЗРК, екіпаж загинув.                                                                   |
| 5    | 29.09.2015 | YI-125 ВПС Ірака                              | поблизуТікрита          | 0/2    | Збитий вогнем з землі, екіпаж евакуйований іншим вертольотом.                                               |